# Vicenza Volley 1996-1997

## Risultati ottenuti

### In Italia
- Serie A2: 10º posto
- Coppa Italia Serie A2: eliminata agli ottavi di finale